# Plerisca rubripennulis
Plerisca rubripennulis är en insektsart som först beskrevs av Kenneth Hedley Lewis Key 1937.  Plerisca rubripennulis ingår i släktet Plerisca och familjen Pyrgomorphidae. Inga underarter finns listade i Catalogue of Life.